# 义井街道 (阳泉市)
义井街道，是中国山西省阳泉市城区下辖的一个乡级行政区单位。

## 行政区划
义井街道下辖以下地区：
义井社区、义东沟社区、小北沟社区、南边堰社区、白羊墅社区、小河社区、阳铝社区和山东铝业阳泉矿社区。